# Statcoulomb

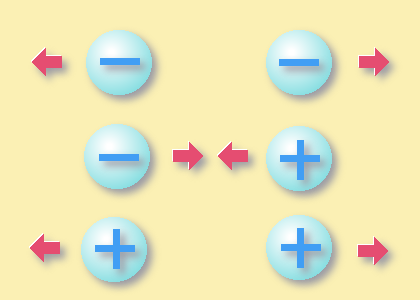
L'statcoloumb mesura la càrrega elèctrica

L'statcoulomb o statcolomb (statC), també conegut amb el nom de franklin (Fr), o unitat electroestàtica de càrrega, és la unitat física de la càrrega elèctrica utilitzada en el sistema d'unitats centímetre-gram-segon (CGS). El Sistema Internacional d'Unitats usa el coulomb (C) en el seu lloc.
Per convertir coulombs a statcoulombs s'utilitza el factor de conversió ≈ 3.3364×10−10, que és igual a 10 dividit pel valor numèric de la velocitat de la llum, c, expressat en cm/s.